# Xã Gibbon, Quận Buffalo, Nebraska
Xã Gibbon (tiếng Anh: Gibbon Township) là một xã thuộc quận Buffalo, tiểu bang Nebraska, Hoa Kỳ. Năm 2010, dân số của xã này là 2.165 người.